# 아카이케 아키토시
아카이케 아키토시(일본어: 赤池 彰敏, 1938년 5월 1일 ~ )는 일본의 전 프로 야구 선수이다. 시즈오카현 출신이며 현역 시절 포지션은 내야수였다.

## 인물
시즈오카 고등학교 시절인 1956년 3학년 때 1루수로서 하계 고시엔 대회(제38회 전국 고등학교 야구 선수권 대회)에 출전했다. 이 대회의 1차전 상대인 이나키타 고등학교(나가노현)에게 져서 탈락했다. 고등학교 1년 선배이자 대학에서도 선배가 되는 다네모 마사유키가 있었다.
고교 졸업 후 릿쿄 대학에 진학, 1학년 때부터 팀의 주전 선수로 활약하는 등 도쿄 6대학 야구 리그에서는 스기우라 다다시, 나가시마 시게오 등과 함께 1957년 팀의 춘계·추계 리그 연속 우승에 큰 기여를 했다. 특히 추계 리그에서는 베스트 나인(1루수 부문)에도 선출됐고 대학 동기 중에는 스기모토 기미타카가 있다.
이후 대학을 중퇴하고 1958년 고쿠테쓰 스왈로스에 입단하면서 대학 시절에 걸맞는 활약이 기대됐으나 극도의 타격 부진을 겪는 등 프로에 입단한 지 2년 만인 1959년을 끝으로 퇴단했다. 고쿠테쓰에서 퇴단한 후에는 사회인 야구팀인 세이코 이스즈, 다이쇼와 제지 등에서 활약했다.

## 상세 정보

### 출신 학교
- 시즈오카 현립 시즈오카 고등학교
- 릿쿄 대학(중퇴)

### 선수 경력
- 고쿠테쓰 스왈로스(1958년 ~ 1959년)
- 세이코 이스즈
- 다이쇼와 제지

### 등번호
- 41(1958년 ~ 1959년)

### 연도별 타격 성적
| 연 도      | 소 속      | 경 기 | 타 석 | 타 수 | 득 점 | 안 타 | 2 루 타 | 3 루 타 | 홈 런 | 루 타 | 타 점 | 도 루 | 도 루 자 | 희 생 번 | 희 생 플 | 볼 넷 | 고 4 | 사 구 | 삼 진 | 병 살 타 | 타 율 | 출 루 율 | 장 타 율 | O P S |
| ---------- | ---------- | ----- | ----- | ----- | ----- | ----- | ------- | ------- | ----- | ----- | ----- | ----- | -------- | -------- | -------- | ----- | ---- | ----- | ----- | -------- | ----- | -------- | -------- | ----- |
| 1958년     | 고쿠테쓰   | 5     | 3     | 2     | 0     | 1     | 0       | 0       | 0     | 1     | 0     | 0     | 0        | 0        | 0        | 1     | 0    | 0     | 1     | 0        | .500  | .667     | .500     | 1.167 |
| 1959년     | 고쿠테쓰   | 10    | 3     | 3     | 2     | 0     | 0       | 0       | 0     | 0     | 0     | 1     | 0        | 0        | 0        | 0     | 0    | 0     | 3     | 0        | .000  | .000     | .000     | .000  |
| 통산 : 2년 | 통산 : 2년 | 15    | 6     | 5     | 2     | 1     | 0       | 0       | 0     | 1     | 0     | 1     | 0        | 0        | 0        | 1     | 0    | 0     | 4     | 0        | .200  | .333     | .200     | .533  |